# Sunitas en Líbano
Los sunitas en Líbano constituyen uno de los dieciocho grupos religiosos que habitan en ese país. Según algunas fuentes, hoy en día comprenden aproximadamente un 27% del total de la población libanesa y junto con los musulmanes chiitas (27%) y los maronitas (21%), conforman las confesiones de mayor peso demográfico en el país. Estos datos, sin embargo, son sólo cálculos, ya que Líbano no cuenta con un censo oficial desde el último realizado por el gobierno Francés en 1932.
Como resultado del Pacto Nacional Libanés de 1943, las cifras demográficas no se ven reflejadas en la repartición de los cargos de representación popular. De esta manera la presidencia del país corresponde a un ciudadano maronita; el cargo de primer ministro lo ocupa un musulmán sunita puesto que hasta la fecha ocupa Tamam Salam y el cargo de presidente del parlamento corresponde a un musulmán chiita.

## Relaciones

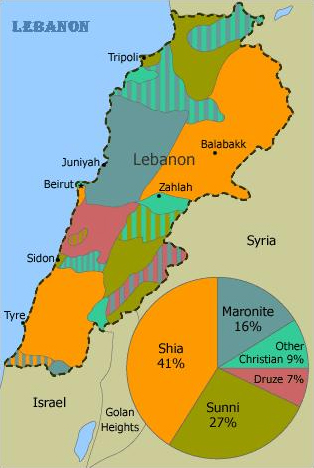
Distribución de las grupos religiosos en Líbano en 1991, GlobalSecurity.org

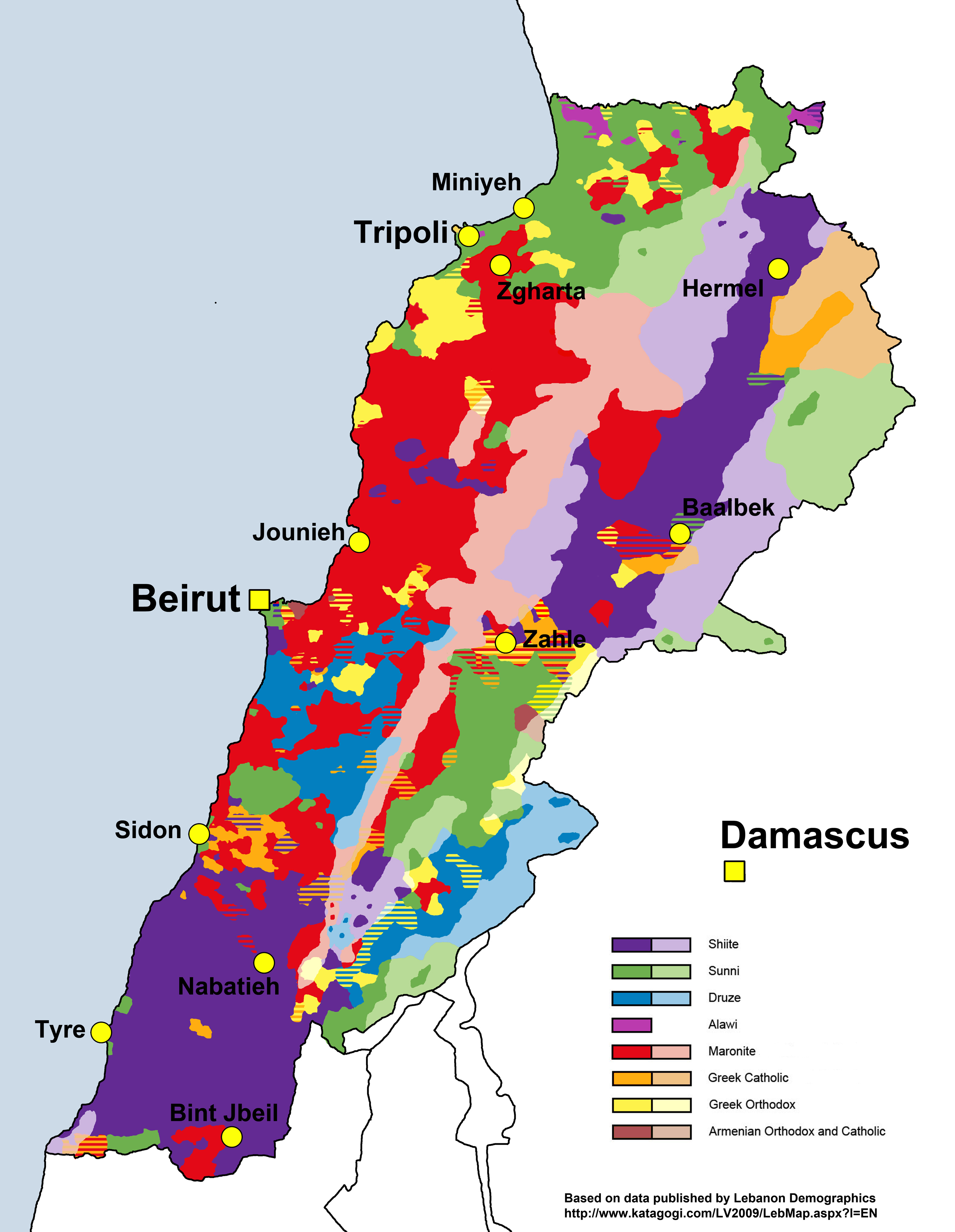
Distribución de las grupos religiosos en Líbano.

### Con Arabia Saudita
Los suníes de Líbano tienen estrechos vínculos con Arabia Saudí, que los apoya financieramente.
Por otra parte, Trípoli, el bastión de los suníes libaneses, es también el lugar de nacimiento del Líbano salafismo, un movimiento sunita puritana de Arabia Saudí.

### Con alauitas libaneses y Siria
Los libaneses musulmanes sunitas se opusieron inicialmente a la creación del Estado libanés separado de Siria, donde la mayoría de la población también era musulmán sunita, y querían el territorio de la actual Líbano para ser incorporados dentro de la llamada Gran Siria.
Los musulmanes sunitas y alauitas han estado en conflicto entre sí durante siglos. Los alauitas del Levante fueron oprimidos por el suní Imperio Otomano, pero ganaron poder e influencia cuando los franceses reclutados como soldados alauitas durante la mandato francés de Siria. Después de la independencia de Francia, sus correligionarios del familia Assad llegaron al poder en Siria en 1970.
Con los años, se han producido numerosos enfrentamientos entre las comunidades sunitas y alauitas en Trípoli, sobre todo en los últimos 14 meses desde levantamiento de Siria comenzó, como parte de la primavera Árabe que comenzó en Túnez. El intercambio más mortífero tuvo lugar en junio pasado, cuando siete personas murieron y más de 60 heridos, después de sunitas musulmanes protagonizaron una protesta contra el régimen de Assad.
En el mejor de los tiempos, el alauitas son considerados por suníes como herejes; en momentos de tensión, cuando miles de suníes en Siria están siendo asesinados, sean consideradas como el enemigo. Y cuando una figura Salafista popular es extraño secuestrado y detenido por el Servicio de Seguridad General del Líbano - una organización vinculada a la milicia chií Hezbolá que, a su vez, está vinculado al régimen de Assad - los alauitas se convierten en chivos expiatorios.

## Distribución geográfica dentro del Líbano
Libaneses musulmanes sunitas se concentran en el oeste de Beirut, Trípoli, Sidón y en el campo de la Akkar distrito, ubicada en el norte de Líbano, y el noreste de Bekaa Valley principalmente en torno a la ciudad de Arsal.

## Demografía
El último censo en el Líbano en 1932, puso a los números de los sunitas en el 22% de la población (178.100 de 791.700). Un estudio realizado por el Agencia Central de Inteligencia (CIA) en 1985 puso a los números de los sunitas en el 27% de la población (595.000 de 2.228.000).
Libaneses musulmanes sunitas constituye el 27% de la población del Líbano de aproximadamente 4,3 millones, lo que significa que la cantidad de 1,160,00 a partir de 2012.

## La militancia política sunitas en el Líbano contemporáneo
Desde el inicio de la Guerra Civil Siria, Arsal se convirtió en un bastión de apoyo a los rebeldes sirios contrarios al gobierno de Asad, dado que tanto el pueblo como los rebeldes eran mayoritariamente suníes. Desde mediados de 2012, los rebeldes usaron el pueblo como base en la retaguardia, junto con las Montañas de Qalamun, para retirarse, suministrarse y preparar ataques contra las afueras del norte de Damasco.
El 17 de septiembre de 2012, aviones de ataque a tierra sirios lanzaron tres misiles a 500 metros sobre la frontera, en territorio libanés, cerca de Arsal. Los aviones estaban persiguiendo a rebeldes en las proximidades. El presidente libanés Michel Sleiman lanzó una investigación a causa del ataque, aunque no culpó públicamente a Siria por el incidente.
El 22 de septiembre de 2012, un grupo de miembros armados del Ejército Libre Sirio atacaron un puesto fronterizo cercano a Arsal. Fue la segunda incursión en una semana. El Ejército libanés persiguió a los rebeldes hasta las colinas y los arrestó, aunque más tarde liberó a algunos rebeldes debido a la presión de los habitantes locales. Michael Sleiman alabó las acciones tomadas por el ejército como muestra de que los militares mantenían la postura libanesa de neutralidad. Hizo un llamamiento a los residentes fronterizos a «estar al lado de su ejército y ayudar a sus miembros».
Desde mediados de 2012, Siria pidió repetidamente realizar una intensificada ofensiva contra los rebeldes que, según alegaba, se escondían en las ciudades fronterizas libanesas. Para entonces, unos cuatrocientos niños refugiados de la guerra habían sido desplazados hasta el pueblo, donde las escuelas tan solo tenían plazas para cien estudiantes. La situación reflejaba una creciente crisis que estaba desbordando el sistema educativo de Becá.
El 2 de febrero de 2013, el Ejército libanés fue la víctima de una emboscada armada en el pueblo mientras estaban buscando arrestar a Jaled Homayed. Dos oficiales murieron y varios soldados fueron heridos. Homayed estaba implicado con la organización Fatah al-Islam, responsable de muchos ataques mortíferos contra el Ejército libanés, así como del secuestro de siete estonios en 2011. Supuestamente, también era miembro activo del Ejército Libre Sirio. Los habitantes se negaron a colaborar con el Ejército para revelar el paradero de los hombres armados responsables de la emboscada.
En agosto de 2014, el ISIS y sus aliados lanzaron una invasión a gran escala contra Arsal, y se enfrentaron a tropas libanesas, sirias y miembros de Hezbolá durante cinco días antes de retirarse de nuevo hacia Siria.